# Zsolt Balogh
Zsolt Balogh (født 30. marts 1989) er en ungarsk håndboldspiller, som spiller i SC Pick Szeged og for Ungarns herrerhåndboldlandshold.